# Феліпе Андерсон
Феліпе Андерсон (порт. Felipe Anderson; нар. 15 квітня 1993, Бразиліа) — бразильський футболіст, лівий півзахисник клубу «Лаціо» та національної збірної Бразилії.
Дворазовий переможець Ліги Пауліста. Володар Кубка Лібертадорес. Переможець Рекопи Південної Америки.

## Клубна кар'єра
Народився 15 квітня 1993 року в місті Бразиліа. Після заняття футболом у низці футбольних шкіл 2007 року опинився в академії клубу «Корітіба», а пізніше того ж року перейшов до академії «Сантуса».
У дорослому футболі дебютував 2010 року виступами за основну команду «Сантуса», в якій провів три з половиною сезони, взявши участь у 61 матчі чемпіонату. Більшість часу, проведеного у складі «Сантуса», був основним гравцем команди.
До складу клубу «Лаціо» приєднався 25 червня 2013 року, обійшовшись ітіалійському клубу в 7,8 мільйонів євро. В сезоні 2004/15 став стабільним гравцем основного складу римської команди.

## Виступи за збірні
2011 року залучався до складу молодіжної збірної Бразилії. На молодіжному рівні зіграв у 6 офіційних матчах, забив 1 гол.
З 2014 року захищає кольори олімпійської збірної Бразилії. У складі цієї команди провів 5 матчів, забив 1 гол.
7 червня 2015 року дебютував в офіційних матчах у складі національної збірної Бразилії, вийшовши на заміну в товариському матчі проти збірної Мексики.
| Дата       | Місто     | Господарі | Результат | Гості   | Турнір           | Голи | Примітки |
| ---------- | --------- | --------- | --------- | ------- | ---------------- | ---- | -------- |
| 07-06-2015 | Сан-Паулу | Бразилія  | 2 – 0     | Мексика | товариський матч | -    | 83'      |
| Усього     |           | Матчів    | 1         |         | Голів            | 0    |          |

## Титули і досягнення
- Переможець Ліги Пауліста (2):

«Сантус»: 2011, 2012
- Володар Кубка Лібертадорес (1):

«Сантус»: 2011
- Переможець Рекопи Південної Америки (1):

«Сантус»: 2012
- Володар Суперкубка Італії (1):

«Лаціо»: 2017
- Володар Суперкубка Португалії (1)

«Порту»: 2020
- Олімпійський чемпіон: 2016